# Dolerosomus
Dolerosomus — род щелкунов из подсемейства Elaterinae.

## Описание
Щелкуны не крупных размеров. Тело узкое, светлоокрашенное. Усики у самок и самцов почти нитевидные. Швы переднегруди двойные, спереди слегка углублённые. Задний отросток переднегруди со слабым уступом за передними тазиками. Бедренные покрышки задних тазиков сужаются по направлению наружу резко и равномерно прямо от тазиков. Все сегменты лапок без лопастинок.

## Систематика
В составе рода:
- вид: Dolerosomus aracilis
- вид: Dolerosomus gracilis (Candeze, 1873)
- вид: Dolerosomus flavipennis Motschulsky, 1859